# Anolis microtus
Anolis microtus este o specie de șopârle din genul Anolis, familia Polychrotidae, descrisă de Cope 1871. Conform Catalogue of Life specia Anolis microtus nu are subspecii cunoscute.